# High Street Kensington (Metropolitano de Londres)
High Street Kensington é uma estação do Metropolitano de Londres na Kensington High Street, em Kensington. A estação fica na Circle line entre Gloucester Road e Notting Hill Gate, e na District line entre Earl's Court e Notting Hill Gate e está na Zona 1 do Travelcard. A Kensington Arcade forma a entrada da estação.

## Disposição da estação
A estação em si tem quatro plataformas - duas plataformas de passagem e duas plataformas de baia. A plataforma 1 é usada para os trens da linha Circle no sentido anti-horário e da linha District no sentido oeste em direção a Gloucester Road e Earl's Court, respectivamente. A plataforma 2 é para os trens da linha Circle no sentido horário e da linha District no sentido leste em direção à Edgware Road. As plataformas 3 e 4 são usadas para terminar os trens da linha District de Earl's Court. A plataforma 3 é normalmente utilizada para o serviço Olympia, que funciona aos fins-de-semana e para eventos especiais, e a plataforma 4 é normalmente utilizada apenas no início e fim do dia. Costumava haver uma sala de espera entre as plataformas 2 e 3 para uso do cliente, mas foi transformada em uma sala de funcionários para maquinistas pouco antes da implementação da extensão da linha Circle para Hammersmith em dezembro de 2009.
Logo ao sul da estação fica o entroncamento onde as linhas Circle e District divergem.

## Serviços
O serviço fora do horário de pico típico desta estação é:
- 12 tph (trens por hora) para Edgware Road via Paddington (6 tph District line, 6 tph Circle line)
- 6 tph para Wimbledon via Earl's Court (District line)
- 6 tph no sentido anti-horário na Circle line via Victoria e Embankment para Hammersmith

Fim de semana e eventos especiais somente:
- 3 tph para Kensington (Olympia) via Earl's Court (linha District)

## Conexões
As linhas de ônibus de Londres 9, 23, 27, 28, 49, 52, 70, 328, 452 e C1 e as linhas de ônibus noturnos N9, N28 e N31 servem a estação. A linha 702 da Green Line também serve a estação.

## Galeria

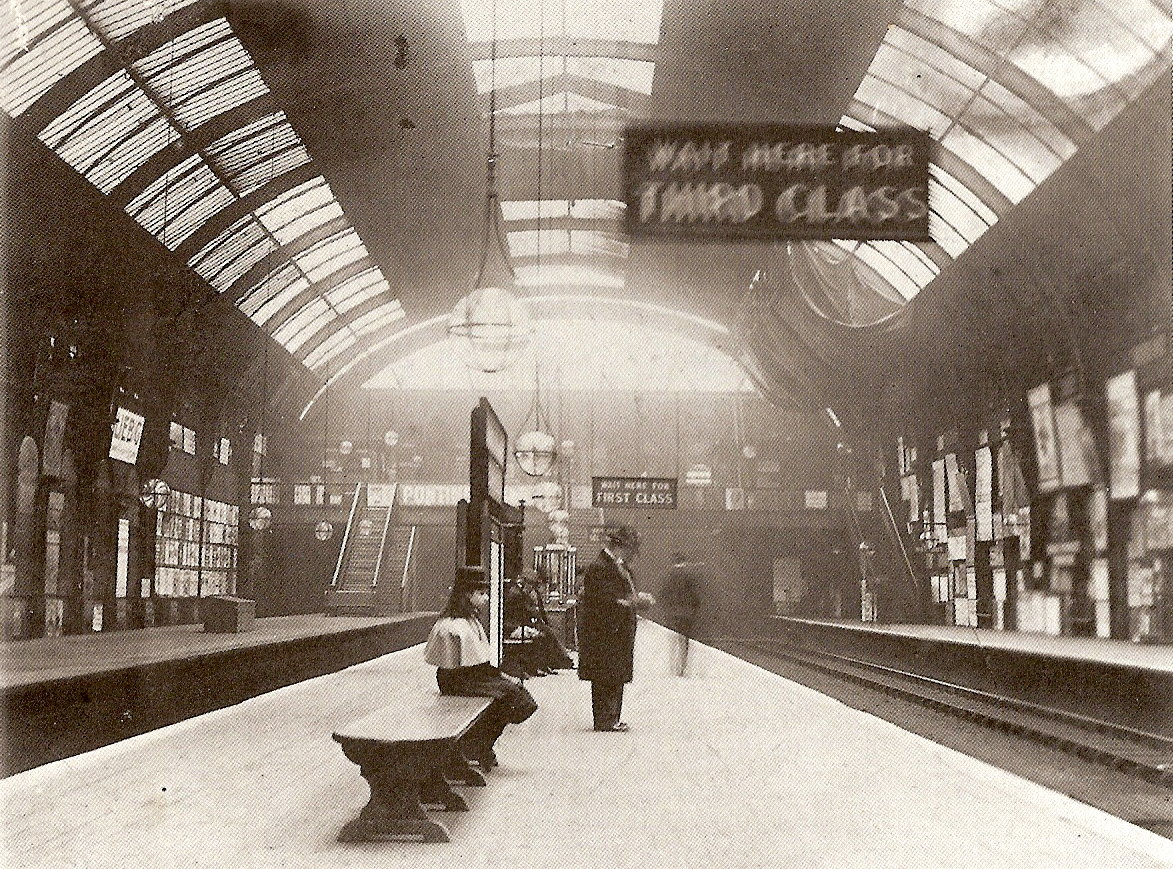
As plataformas da estação em 1892
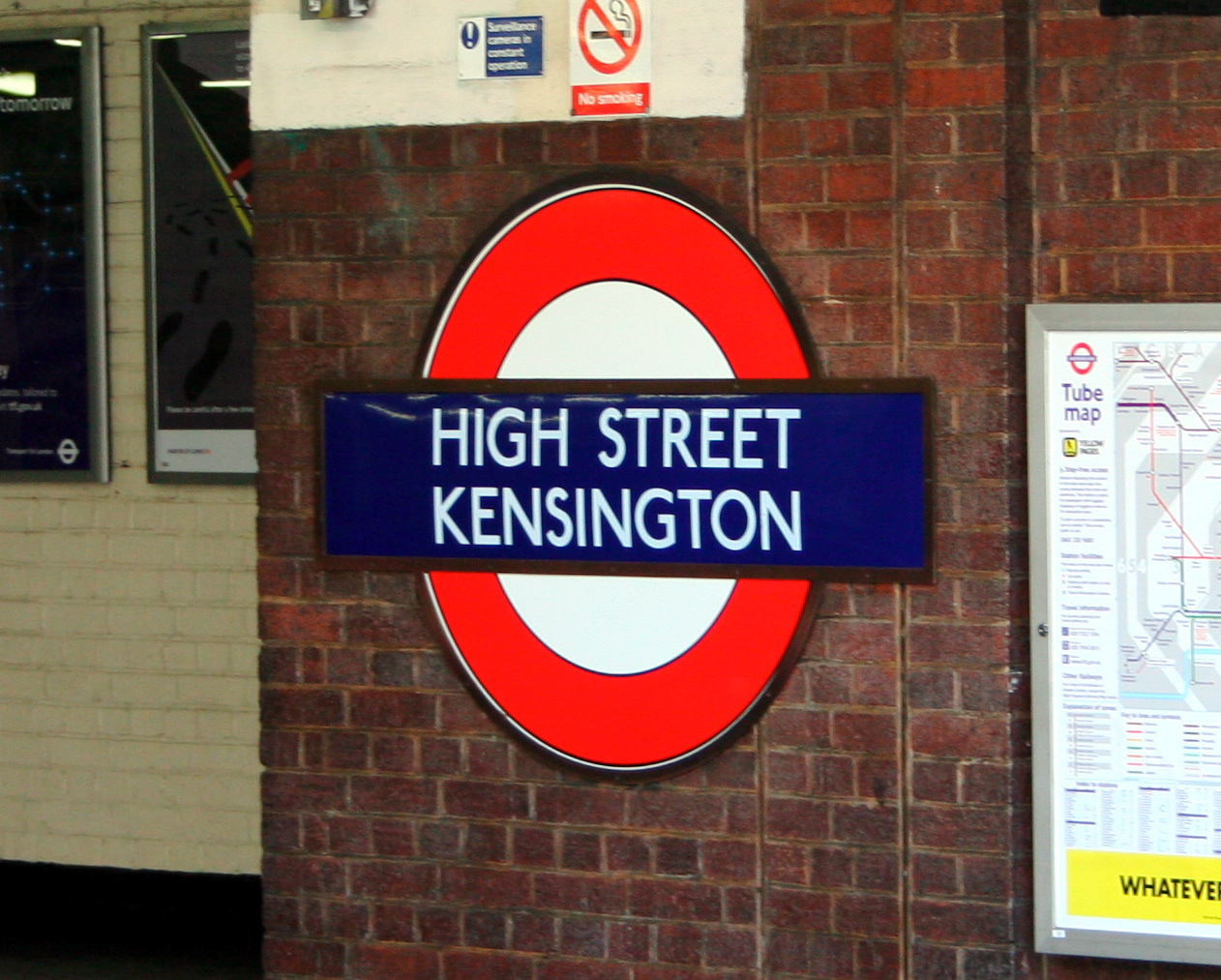
Roundel de High Street Kensington
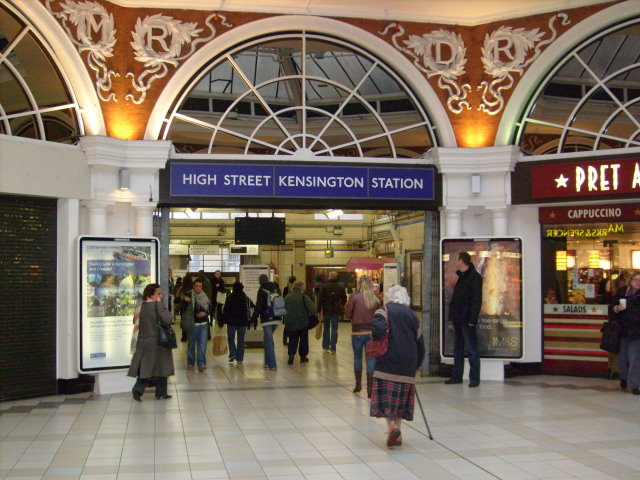
Entrada do Kensington Arcade
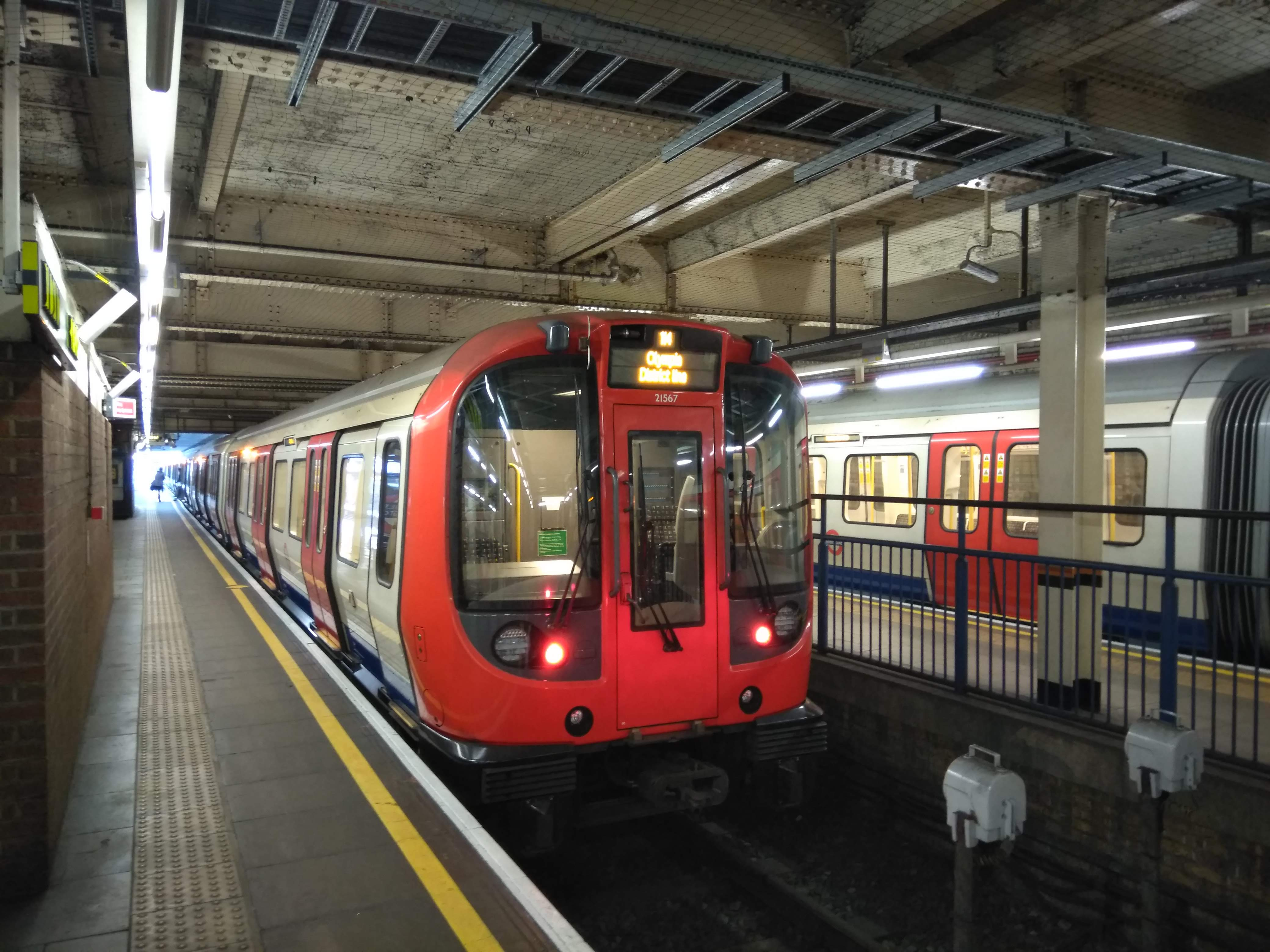
Um trem Stock S7 da linha District parado na plataforma 3 da baía para a rota de transporte para Olympia.